# Călineștii de Jos
Călineștii de Jos – wieś w Rumunii, w okręgu Mehedinți, w gminie Bâlvănești. W 2011 roku liczyła 43 mieszkańców.